# Dysosma tonkinense
Bát giác liên (Dysosma tonkinense)  là một loài thực vật có hoa trong họ Hoàng mộc. Loài này được (Gagnep.) M.Hiroe mô tả khoa học đầu tiên năm 1973.